# Catarata Arco Iris
La Catarata Arcoiris es una cascada o catarata de Bolivia ubicada en el Parque Nacional Noel Kempff Mercado al noreste del departamento de Santa Cruz. Tiene una caída ininterrumpida de 88 metros de altura, se forma a partir del río Paucerna que discurre sobre la meseta de Caparú. Es uno de los lugares más visitados del parque nacional por su gran belleza.
La caída suele producir un arcoíris al cual debe su denominación.